# 里奇蘭鎮區 (明尼蘇達州賴斯縣)
里奇蘭鎮區（英語：Richland Township）是位於美國明尼蘇達州賴斯縣的一個行政鎮區。

## 地方資料
里奇蘭鎮區的面積為93.45平方千米，皆為陸地。根據2020年美國人口普查的數據，當地共有人口376人，而人口密度為每平方千米4.02人。